# 928

## Починали
- 28 юни – Лудвиг III Слепи, император на Свещената Римска империя